# Lisztomania (album)
Lisztomania is een muziekalbum dat is uitgebracht door A & M Records. De muziek is van Rick Wakeman, hij wordt ook als artiest vermeld, maar Wakeman had niets van doen met het uitbrengen van dit album. Wakeman had zijn muziek voor de film ingeleverd en A & M Records keurde het af. A & M bracht vervolgens zelf maar een deel uit van de muziek, vandaar dat op de achterkant vermeld wordt: All selections arranged and adapted by Rick Wakeman. Waren eerdere albums succesvol, dit werd een commerciële ramp. Wakeman later over het album: This album stinks; Unless you are a serious collector, don’t waste your money. Het album is opgenomen in de Island Mobile en Rak Mobile studio’s; het werd gemixt in de Island Studio en Olympic Studio; beide te Londen. In 2002 verscheen de complete muziek onder The Real Lisztomania.
Het zat de film ook al niet mee; pas in 2009 verscheen het op dvd; er waren problemen met de rechten.

## Musici
Als musici worden genoemd:
- Rick Wakeman
- David Wilde voor de muziek van Franz Liszt (piano)
- Roger Daltrey, Paul Nicholas. Linda Lewis - zang
- John Forsythe
- George Michie
- The National Philharmonic Orchestra
- The English Rock Ensemble (samenstelling onbekend)

## Tracklist
| Nr. | Titel                                                                       | Duur |
| --- | --------------------------------------------------------------------------- | ---- |
| 1.  | Rienzi/Chopsticks Fantasia (Richard Wagner/Liszt)                           | 4:20 |
| 2.  | Love's Dream (Liszt/ tekst, zang: Roger Daltrey)                            | 4:25 |
| 3.  | Dante Period (Liszt)                                                        | 2:05 |
| 4.  | Orpheus Song (Liszt/ tekst:: Jonathan Benson, Daltrey. Zang: Roger Daltrey) | 3:10 |
| 5.  | Hell (Liszt/ vertaling: Forsythe. zang: Linda Lewis)                        | 1:59 |

| Nr. | Titel                                                                    | Duur |
| --- | ------------------------------------------------------------------------ | ---- |
| 1.  | Hibernation (Rick Wakeman)                                               | 1:11 |
| 2.  | Excelsior Song (Liszt/ tekst: Wakeman, Ken Russell. zang: Paul Nicholas) | 2:32 |
| 3.  | Master Race (Wagner)                                                     | 0:45 |
| 4.  | Rape, Pillage and Clap (Wagner)                                          | 3:09 |
| 5.  | Funerailles (Liszt/ tekst : Benson). zang: Roger Daltrey)                | 3:48 |
| 6.  | Free Song (Hongaarse rapsodie) (Liszt)                                   | 1:57 |
| 7.  | Peace At Last (Liszt/ Tekst: Benson, Daltrey). zang: Roger Daltrey)      | 2:59 |